# Ann Wilson
Ann Dustin Wilson (ur. 19 czerwca 1950 w San Diego) – amerykańska wokalistka, kompozytorka i autorka tekstów, znana głównie jako liderka zespołu rockowego Heart. Sklasyfikowana przez „Hit Parader” na 78. miejscu w rankingu „100 najlepszych metalowych wokalistów wszech czasów”. Wilson jest znana ze swoich wyjątkowych możliwości wokalnych i skali głosu – sopranu.

## Wczesne lata
Wilson urodziła się w San Diego w stanie Kalifornia. Jej ojciec był majorem w U.S. Marine Corps. Z powodu częstych wyjazdów służbowych ojca rodzina często zmieniała stałe miejsce zamieszkania. Wilsonowie mieszkali obok siedzib wojskowych w Panamie i Tajwanie, a następnie osiedlili się w Seattle w stanie Waszyngton we wczesnych latach 60. XX wieku. Ann i jej młodsza siostra Nancy, niezależnie od miejsca zamieszkania, często słuchały muzyki.
W 1968, Wilson ukończyła szkołę średnią Sammamish High School w Seattle. Ann była nieśmiała przez częste jąkanie się, więc zaczęła śpiewać, by przezwyciężyć swoje słabości. We wczesnych latach 70. dołączyła do lokalnej grupy muzycznej White Heart, która zmieniła nazwę na Hocus Pocus, a następnie, w 1974, na Heart.

## Kariera
W 1973, młodsza siostra wokalistki, gitarzystka Nancy dołączyła do Heart. Zespół przeniósł się do Vancouver w Kanadzie. Heart nagrali swój pierwszy album, Dreamboat Annie, w 1975. Wydany został rok później w Stanach Zjednoczonych, gdzie singel promujący krążek, „Crazy on You”, dotarł do pierwszej czterdziestki listy przebojów, a sam album uzyskał status platyny. Kolejne albumy grupy, takie jak Little Queen, Magazine czy Dog & Butterfly, przyniosły zespołowi kolejne sukcesy.
W 1992, Wilson wzięła gościnny udział na epce Alice in Chains zatytułowanej Sap; zaśpiewała gościnnie na utworach „Brother”, „Am I Inside” i „Love Song”. W 1993, wokalista Layne Staley wziął gościnny udział w nagrywaniu coveru Boba Dylana „Ring Them Bells” z albumu Heart Desire Walks On. Basista Mike Inez i gitarzysta koncertowy Scott Olson z Alice in Chains pojawili się na albumie Heart z 2003 – Alive in Seattle.
Siostry Wilson w połowie lat 90. XX wieku założyły studio nagraniowe Bad Animals w Seattle. Tam nagrały utwory dla innego projektu muzycznego swojego autorstwa, zespołu The Lovemongers, który wydał debiutancki album w 1997.